# Neuseen Classics – Rund um die Braunkohle
Die Straßenradsportveranstaltung Neuseen Classics – Rund um die Braunkohle findet jährlich in Leipzig und dem umgebenden und namensgebenden Leipziger Neuseenland statt, das vom Braunkohleabbau und der sich anschließenden Rekultivierung und Renaturierung geprägt ist. Von 2005 bis 2012 fand das ausgetragene Eintagesrennen im Rahmen des internationalen Wettkampfkalenders des Weltradsportverbandes UCI statt. Seit 2016 werden nur noch Jedermannrennen ausgetragen.

## Eintagesrennen
Das Rennen wurde erstmals 1960 unter dem Namen Rund um die Braunkohle ausgetragen. Nach längerer Pause wurde es 2004 wieder ausgetragen. Ab 2005 zählte es zur UCI Europe Tour und war zunächst in die Kategorie 1.2 eingestuft. 2007 wurde es aufgewertet und gehörte bis 2012 zur UCI-Kategorie 1.1. In den kommenden beiden Jahren fand kein Rennen für Lizenzfahrer statt. Im Jahr 2015 wurden sowohl bei den Männern als auch den Frauen wieder Elite-Rennen ausgetragen, die im  nationalen Kalenders des Bund Deutscher Radfahrer registriert war, was aber in den darauf folgenden Jahren keine Wiederholung fand.

## Palmarès
- 2015  Daniel Knyss
- 2015  Robert Förster
- 2012  André Schulze
- 2011  André Schulze
- 2010  Roger Kluge
- 2009  André Greipel
- 2008  Steffen Radochla
- 2007  Denis Flahaut
- 2006  Danilo Hondo
- 2005  Marek Maciejewski
- 2004  Lars Wackernagel
- 1966  Bernhard Eckstein
- 1965  Rainer Marks
- 1964  Lothar Höhne
- 1960  Jörg Grunzig

## Jedermannrennen
Die Jedermannrennen werden für alle Altersklassen sowie über verschiedene Distanzen ausgetragen. Außerdem finden noch das Promirennen, Nachwuchs-Lizenzrennen, sowie diverse Rennen für Schulkinder jeder Altersklasse und Bambini-Rennen für Kindergartenkinder statt. 2015 gab es zwei Renntage am 16. Und 17. Mai 2015, an denen verschiedene Distanzen angeboten wurden. Zusätzlich wurden auf den Jedermannstrecken die vom Allgemeinen Deutschen Hochschulsportverband veranstaltete Deutsche Hochschulmeisterschaft sowie die Deutsche Firmenmeisterschaft ausgetragen.

## Rahmenprogramm
Auf dem Veranstaltungsgelände sorgt ein umfangreiches Rahmenprogramm für ganztägige Unterhaltung und lassen die Veranstaltung zum Volksfest werden. 2015 wurde die Veranstaltung in eine Radsportthemenwoche eingebunden, in der verschiedene Programmpunkte für Radsportbegeisterte, genauso wie für Familien und andere Sportbegeisterte angeboten werden.